# 国鉄5160形蒸気機関車

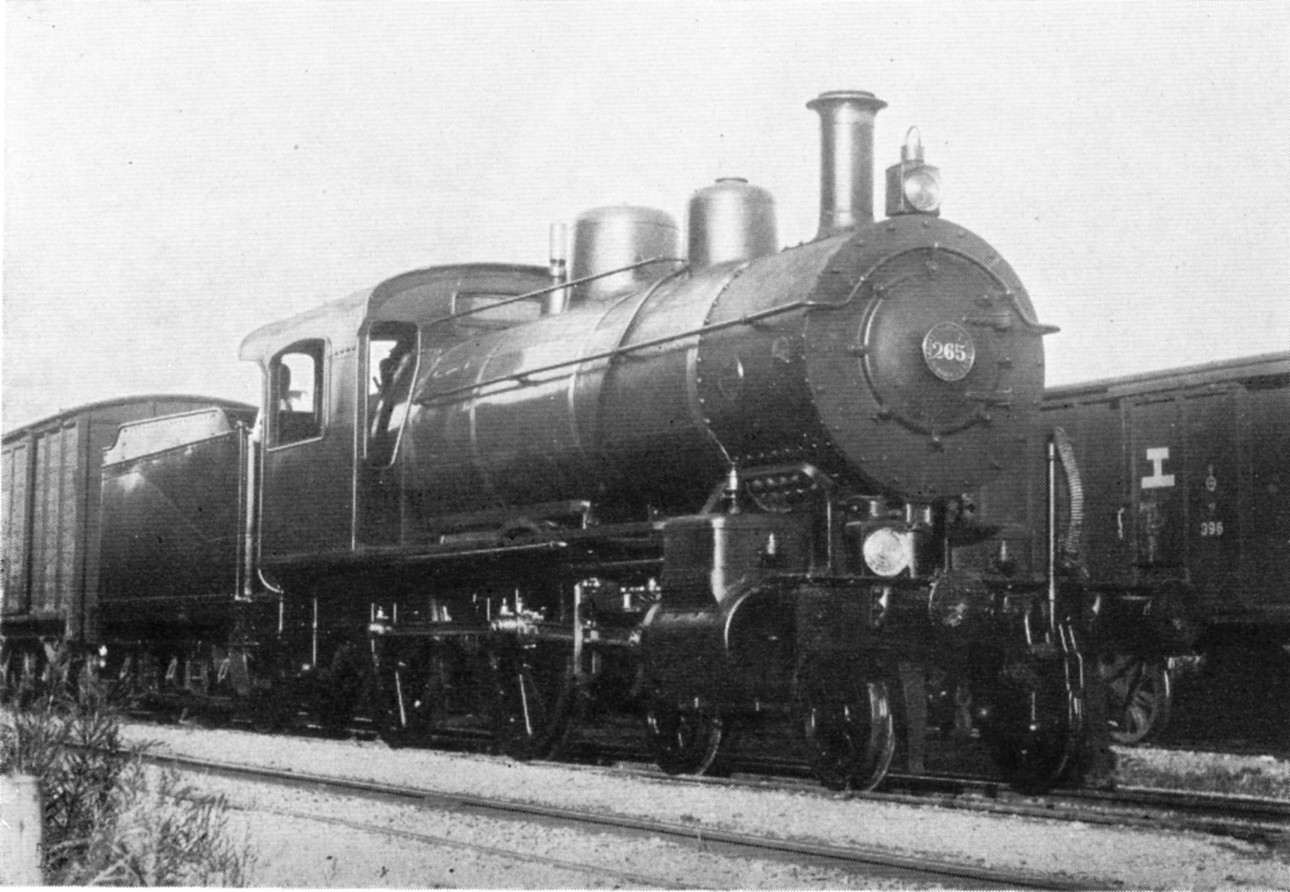
鉄道作業局 265（後の鉄道院 5173）

5160形は、かつて日本国有鉄道の前身である鉄道作業局・鉄道院・鉄道省に在籍したテンダ式蒸気機関車である。

## 概要
元は、鉄道作業局が1897年（明治30年）12月および1898年（明治31年）1月にアメリカのブルックス・ロコモティブ・ワークスで20両（製造番号2878 - 2897）を製造した車軸配置2-4-0(2B)形で2気筒単式のテンダ機関車である。当初の形式はAP形、番号は252 - 271で、後にD11形（番号不変）と称した。私鉄国有化を受けて1909年（明治42年）に実施された鉄道院の車両形式称号規程では、5160形（5160 - 5179）に改番された。
形態はアメリカ古典形であるが、鋼製で曲線的なラインを持った大型の運転室や、溝型鋼をそのまま使った前端梁、不釣り合いに細い煙突、煙室側面から前端梁を結ぶ支柱（ブレース）がないなど、ブルックス製蒸気機関車の典型的な特徴を備えている。ボイラはストレートトップ型で、第1缶胴上に砂箱、第2缶胴上に蒸気ドーム、火室上に安全弁と汽笛が設置されている。炭水車は、アメリカ製には珍しく3軸固定式であった。
配置は米原を中心として東海道線西部で使用されたが、鉄道院となってからはローカル線に転じ、和歌山線、桜井線、山陽線西部、呉線等に分散した。さらに後年には、岡山や九州の行橋で入換に使用されたものもあった。1924年（大正13年）4月に全車が使用停止となり、同年5月から翌1925年（大正14年）4月にかけて、廃車解体された。そのうちの5176は、門司鉄道管理局教習所の教材として、車体の各部を切り開かれた状態で保存されていたが、太平洋戦争中の空襲により焼損し、後に解体された。

## 主要諸元
- 全長 : 14,174mm
- 全高 : 3,696mm
- 全幅 : 2,286mm
- 軌間 : 1,067mm
- 車軸配置 : 4-4-0(2B)
- 動輪直径 : 1,370mm
- 弁装置 : スチーブンソン式アメリカ型
- シリンダー（直径×行程） : 381mm×559mm
- ボイラー圧力 : 11.3kg/m2
- 火格子面積 : 1.41m2
- 全伝熱面積 : 92.8m2
  - 煙管蒸発伝熱面積 : 84.7m2
  - 火室蒸発伝熱面積 : 8.1m2
- ボイラー水容量 : 3.4m3
- 小煙管（直径×長サ×数） : 45mm×2,888mm×210本
- 機関車運転整備重量 : 32.71t
- 機関車空車重量 : 28.65t
- 機関車動輪上重量（運転整備時） : 21.43t
- 機関車動輪軸重（第1動輪上） : 11.02t
- 炭水車重量（運転整備） : 24.02t
- 炭水車重量（空車） : 11.49t
- 水タンク容量 : 10.90m3
- 燃料積載量 : 3.56t
- 機関車性能
  - シリンダ引張力 : 5,630kg
- ブレーキ装置 : 手ブレーキ、真空ブレーキ